# Shannonomyia (Shannonomyia) masatierrae
Shannonomyia (Shannonomyia) masatierrae is een tweevleugelige uit de familie steltmuggen (Limoniidae). De soort komt voor in het Neotropisch gebied.